# مال گریفیتس
مال گریفیتس (انگلیسی: Mal Griffiths؛ ۸ مارس ۱۹۱۹ – ۵ آوریل ۱۹۶۹) فوتبالیست اهل بریتانیا بود.
از باشگاه‌هایی که در آن بازی کرده‌است می‌توان به باشگاه فوتبال لستر سیتی، باشگاه فوتبال بارتون آلبیون، باشگاه فوتبال آرسنال، و تیم ملی فوتبال ولز اشاره کرد.
وی همچنین در تیم ملی فوتبال ولز بازی کرده‌است.